# الخطوط الجوية الإمبراطورية
الخطوط الجوية الإمبراطورية (بالإنجليزية: Imperial Airways)‏ هي شركة خطوط جوية بريطانية سابقة، تأسست في 31 مارس 1924. وكانت تعمل في مجال النقل الجوي التجاري البعيد المدى منذ وقت مبكر، وبالتحديد في الفترة 1924-1939. كانت تعمل وتخدم خطوط الطيران في أجزاء من أوروبا، ولكن أساس أعمالها كان موجة للطرق الجوية داخل الإمبراطورية البريطانية والمؤدية إلى جنوب أفريقيا، الهند والشرق الأقصى، بما في ذلك ماليزيا وهونغ كونغ. وكانت هناك شركات الشراكة المحلية؛ كانتاس (كوينزلاند والإقليم الشمالي للخدمات الجوية المحدودة) (بالإنجليزية: Queensland and Northern Territory Aerial Services Ltd)‏ في أستراليا و وتيل (TEAL ) (طيران إمبراطورية تاسمان المحدودة) (بالإنجليزية: Tasman Empire Airways Ltd)‏ في نيوزيلندا. .